# Área micropolitana de Pottsville
El área micropolitana de Pottsville,  y oficialmente como Área Estadística Micropolitana de Pottsville, PA µSA tal como lo define la Oficina de Administración y Presupuesto, es un Área Estadística Micropolitana centrada en la localidad de Pottsville en el estado estadounidense de Pensilvania. El área micropolitana tenía una población en el Censo de 2010 de 148.289 habitantes, convirtiéndola en la 13.º área micropolitana más poblada de los Estados Unidos. El área micropolitana de Pottsville comprende el condado de Schuylkill, siendo Pottsville la localidad más poblada.

## Composición del área micropolitana

### Ciudades
Pottsville 

### Boroughs
Ashland‡ |
Auburn |
Coaldale |
Cressona |
Deer Lake |
Frackville |
Gilberton |
Girardville |
Gordon |
Landingville |
Mahanoy City |
McAdoo |
Mechanicsville |
Middleport |
Minersville |
Mount Carbon |
New Philadelphia |
New Ringgold |
Orwigsburg |
Palo Alto |
Pine Grove |
Port Carbon |
Port Clinton |
Ringtown |
Schuylkill Haven |
Shenandoah |
St. Clair |
Tamaqua |
Tower City |
Tremont 

### Municipios
Barry |
Blythe |
Branch |
Butler |
Cass |
Delano |
East Brunswick |
East Norwegian |
East Union |
Eldred |
Foster |
Frailey |
Hegins |
Hubley |
Kline |
Mahanoy |
New Castle |
North Manheim |
North Union |
Norwegian |
Pine Grove |
Porter |
Reilly |
Rush |
Ryan |
Schuylkill |
South Manheim |
Tremont |
Union |
Upper Mahantongo |
Walker |
Washington |
Wayne |
West Brunswick |
West Mahanoy |
West Penn

### Lugares designados por el censo
Altamont |
Beurys Lake |
Branchdale |
Brandonville |
Buck Run |
Cumbola |
Delano |
Donaldson |
Duncott |
Englewood |
Forrestville |
Fountain Springs |
Friedensburg |
Grier City-Park Crest |
Heckscherville |
Hometown |
Klingerstown |
Lake Wynonah |
Lavelle-Locustdale |
Marlin |
McKeansburg |
New Boston-Morea |
Newtown |
Núremberg |
Oneida |
Ravine |
Reinerton-Orwin-Muir |
Renningers |
Seltzer |
Shenandoah Heights |
Sheppton |
Summit Station |
Tuscarora |
Valley View 